# گیلبرت لروس
گیلبرت لروس (به انگلیسی: Gilbert Larose)  زادهٔ ۱۳ سپتامبر ۱۹۴۲ – درگذشته ۲۵ اوت ۲۰۰۶) ژیمناست اهل کانادا بود.